# Mark J. Ruyffelaert
Mark J. Ruyffelaert (Mechelen, 1934 - Gent, 2024) is een Nederlandstalig, Belgisch schrijver van griezelverhalen.

## Werk
Ruyffelaerts eerste bundeling van in diverse tijdschriften gepubliceerde verhalen, Angst, mijn spiegelbeeld, verscheen in 1976. Na een hiaat begon hij vanaf 1995 weer actief te schrijven. Zijn doodsdroomverhaal “Nocturne” eindigde als derde in de Millenniumprijs 1996 voor beste fantastisch verhaal. Ook inzendingen in de daaropvolgende jaren voor de Paul Harland Prijs bereikten toptiennoteringen.
Zijn verhalen zijn onder andere gepubliceerd in de tijdschriften Humo ('Herinneringen uit de toekomst', 1965), Nieuw Vlaams Tijdschrift, Trifid ('Angst, mijn spiegelbeeld', 1976), De Tijdlijn ('Déjà vu', 2004) en in bundels als Bericht uit Bloemrijk (Parelz, 2011), Vierde Ragnarok (Babel Publications, 1998), De toekomst en de angst en 2e land van de griezel (D.A.P. Reinaert, 1978). Meer dan twintig van zijn recentere verhalen zijn gepubliceerd in het tijdschrift Wonderwaan.
De Mechelse uitgever Verschijnsel bundelde zijn beste verhalen tot 2007 in Nocturne (2007) en zijn beste verhalen uit de periode 2007-2013 in de bundel Museo Mortis (2013)..